# 릴리스 엔지니어링
릴리스 엔지니어링(Release engineering)은 완제품이나 기타 소프트웨어 구성 요소로 컴파일, 어셈블리 및 소스 코드를 전달하는 것과 관련된 소프트웨어 공학의 하위 분야이다. 소프트웨어 배포 생명 주기와 관련하여 구글의 보리스 데빅(Boris Debic)은 제조가 산업 프로세스에 해당하는 것처럼 릴리스 엔지니어링은 소프트웨어 공학에 속한다고 말했다.
릴리스 엔지니어링은 소규모 팀이나 스타트업의 제조 소프트웨어와 반복 가능하고 예측 가능한 결과를 제공하며 확장성이 뛰어난 산업 방식의 제조 소프트웨어 간의 차이이다. 이러한 산업적 관행은 기업의 성장에 기여할 뿐만 아니라, 성장을 가능하게 하는 핵심 요소이기도 하다.
기술 회사의 성장을 가능하게 하는 릴리스 엔지니어링의 중요성은 존 오던, 브람 아담스에 의해 반복적으로 주장되어 왔다. 프로세스 오버레이로 소프트웨어 개발을 방해하는 것이 릴리스 엔지니어링의 목표는 아니지만, 이는 종종 조직 및 개발 성숙도의 신호로 간주된다.

## 관련 분야
- 빌드 자동화
- 지속적 통합
- 이식 (컴퓨팅)
- 소프트웨어 구성 관리
- 소프트웨어 전개
- 소프트웨어 배포 생명 주기
- 소프트웨어 버전 작성